# Marion Jonesová
Marion Jonesová (* 12. října 1975 Los Angeles, Kalifornie) je bývalá americká atletka, běžkyně, dálkařka a basketbalistka. V říjnu 2007 přiznala užívání dopingu a oznámila ukončení sportovní kariéry. V roce 2008 byla odsouzena na 6 měsíců do vězení. Po trestu opět obnovila sportovní kariéru, a v letech 2009–2010 hrála profesionální basketbalovou ligu WNBA za tým Tulsa Shock. Ve WNBA odehrála za Tulsu 47 zápasů a v průměru nastřílela 2,6 bodu za zápas. Ve 14 posledních utkáních kariéry však její průměr klesl pod 1 bod a klub ji v červenci 2011 definitivně propustil.
Jonesová se stala hrdinkou olympijských her v Sydney roku 2000. Získala tři zlaté a dvě bronzové medaile. Kromě toho je držitelkou dvou zlatých a jedné bronzové medaile z mistrovství světa (další zlatou a stříbrnou z MS v Edmontonu musela odevzdat kvůli dopingu). V letech 1997–2001 dominovala většině ženských sprinterských závodů. V roce 1997, 1998 a 2000 byla vítězkou ankety Atlet světa.

## Dopingová kauza
5. října 2007 vypověděla Jonesová u soudu, že již od září 2000 do července 2001 užívala zakázané dopingové látky. Ty jí prý bez jejího vědomí podával její trenér Trevor Graham. Teprve později z výpovědi korunního svědka vyplynulo, že se jednalo o směs růstového hormonu, inzulinu a erytropoetinu. V reakci na její výpověď ji americký olympijský výbor 6. října 2007 vyzval k vrácení všech olympijských medailí, což Jonesová učinila. 23. listopadu 2007 rozhodla mezinárodní atletická federace IAAF o anulování všech jejích individuálních i štafetových výsledků od 1. září 2000 (tj. včetně výsledků z olympijských her v Sydney).
11. ledna 2008 ji soud ve White Plains odsoudil k 6 měsícům vězení s následnou dvouletou podmínkou. Tento trest Jonesová dostala jak za lhaní o svém dopingu, tak i za krytí svého bývalého partnera Tima Montgomeryho, který čelí obvinění z falšování šeků. Navíc od ní mezinárodní atletická federace požaduje vrácení 700 000 dolarů prize money.

## Osobní rekordy
- 100 m – 10,65 s (1998)
- 200 m – 21,62 s (1998)
- 300 m (neoficiální trať) – 35,68 s (2001)
- 400 m – 49,59 s (2000)
- skok daleký – 731 cm (1998)